# Стугнинская оборонительная линия
Стугнинская оборонительная линия — линия сторожевых крепостей Древнерусского государства, располагавшихся по северному берегу реки Стугна к югу от Киева. Между крепостями вдоль берега пролегали мощные земляные валы и рвы. На рвах на определённой дистанции устанавливались сигнальные вышки.
Стугнинская оборонительная линия была одной из старейших оборонительных линий, построенных при киевском князе Владимире Святославиче. К ней относились крепости Василёв, Тумащь, Треполь, Вернев, Красн, Дерновой и другие. Одно из укреплений, находившихся на южном берегу, носило название Новгород Малый. Сегодня с ним ассоциируют городище Заречье недалеко от Василькова.
В год 6496 [988 от Р. Х.]... И стал ставить города по Десне, и по Остру, и по Трубежу, и по Суле, и по Стугне. И стал набирать мужей лучших от славян, и от кривичей, и от чуди, и от вятичей, и ими населил города, так как была война с печенегами. И воевал с ними, и побеждал их.— Ипатьевская летопись 
Стугнинская оборонительная линия являлась второй, внутренней линией обороны Киева на правобережье Днепра по отношению к более экспонированной к степи Поросской оборонительной линии. С севера её окаймляли леса, окружавшие Киев с юга. Угроза прорыва обороны кочевниками заставляла киевских князей не только поддерживать в должном состоянии старые стугнинские крепости, но и возводить новые. Так, крепость Тумащь, по данным археологии, возникла не ранее XII века. Наиболее крупной крепостью Стугнинского рубежа являлся Василёв (современный Васильков), возникший ещё в X веке.